# J・B・ウィリアムソン
J・B・ウィリアムソン（J. B. Williamson、1956年12月18日 - ）は、アメリカ合衆国の元プロボクサー。インディアナ州インディアナポリス出身。元WBC世界ライトヘビー級王者。

## 来歴
1979年10月27日、ウィリアムソンはプロデビューを果たし4回判定勝ちを収めた。
1980年1月26日、エイミー・ラボーテと対戦し6回判定勝ちを収めた。
1980年3月9日、ホセ・マルチネスと対戦し2回KO勝ちを収めた。
1980年3月28日、ダニー・キークと対戦し初回TKO勝ちを収めた。
1980年6月14日、ジェイミー・トーマスと対戦し10回判定勝ちを収めた。
1981年9月15日、リー・バーキーと対戦し8回3-0(78-73、78-72、79-73)の判定勝ちを収めた。
1982年12月10日、後のIBF世界スーパーミドル級王者マレイ・サザーランドと対戦し10回2-0の判定勝ちを収めた。
1983年5月1日、アレックス・ラモスと対戦し10回判定負けを喫した。
1984年3月27日、ダール・グラントと対戦し9回TKO勝ちを収めた。
1984年7月9日、ジェームス・サレーノと対戦し3回2分30秒TKO勝ちを収めた。
1984年10月10日、ピート・マクインターと対戦し10回2-1（2者が95-94、95-96）の判定勝ちを収めた。
1985年1月16日、クリス・スチュワンケと対戦し12回判定勝ちを収めた。
1985年4月22日、グローバー・ロビンソンと全米カリフォルニア州ライトヘビー級王座決定戦を行い12回3-0（117-111、119-110、118-110）の判定勝ちを収め王座獲得に成功した。
1985年7月22日、ジミー・ビルスと対戦し10回3-0(99-91、2者が99-90)の判定勝ちを収めた。
1985年9月18日、WBCアメリカ大陸ライトヘビー級王者グローバー・ロビンソンと5ヶ月ぶりに対戦し12回3-0（117-110、116-112、115-114）の判定勝ちを収め王座獲得に成功した。
1985年12月10日、マイケル・スピンクスの王座剥奪に伴い空位となったWBC世界ライトヘビー級王座決定戦でプリンス・マナ・モハメドと対戦し12回3-0（116-112、2者が117-111）の判定勝ちを収め王座獲得に成功した。
1986年4月30日、ロンドンピケッツ・ロック・スタジアムでデニス・アンドリュースと対戦し12回1-2（114-116、115-113、116-118）の判定負けを喫し初防衛に失敗し王座から陥落した。
1986年10月18日、ファン・ドミンゴ・ロルダンと対戦し10回判定負けを喫した。
1986年11月18日、ジェシー・セルビーと対戦し8回2分20秒TKO負けを喫した。この試合後に1度目の引退を表明した。
1989年3月18日、3年ぶりの復帰戦。エディー・ブレビンスと対戦し初回KO勝ちを収めた。
1989年4月30日、ジョージ・フォアマンと対戦し5回1分37秒TKO負けを喫した。
1989年9月26日、ディッキー・ライアンと対戦し4回無効試合に終わった。
1990年4月21日、ゲーリー・ステイガーと対戦し6回TKO勝ちを収めた。
1990年5月24日、クレーブランド・ウッズと対戦し8回判定勝ちを収めた。
1990年7月14日、後のIBO世界ヘビー級王者ジミー・サンダーと対戦し10回2分47秒TKO負けを喫した。
1990年11月8日、ピエーラ・コーツィーと対戦し10回判定負けを喫した。
1991年3月6日、ウェンブリー・アリーナで後のWBO世界ヘビー級王者ヘンリー・アキンワンデと対戦し2回19秒TKO負けを喫した。
1991年5月9日、アート・タッカーと対戦し5回1分14秒TKO負けを喫した。この試合後2度目の引退を表明した。
1993年6月12日、アレクサンダー・ゾルキンと対戦し4回TKO負けを喫した。
1993年7月23日、ケニー・キーニーと対戦し4回TKO負けを喫した。
1994年2月19日、ジェームス・ヒースと対戦し3回TKO負けを喫した。
1994年4月8日、ボビー・クラブトリーと対戦し5回KO負けを喫した。
1994年6月24日、ピーター・マッキニーと対戦し2回終了時棄権によるTKO負けを喫した。
1994年10月8日、マッキニーと再戦するが、初回1分1秒TKO負けを喫した。
1995年12月2日、キース・マクナイトと対戦し初回2分56秒TKO負け。これが現役最後の試合となり、11連敗の後に現役を引退した。

## 獲得タイトル
- 全米カリフォルニア州ライトヘビー級王座
- WBCアメリカ大陸ライトヘビー級王座
- WBC世界ライトヘビー級王座（防衛0）